# 王選宏
王选宏（1989年7月24日—），中国的足球运动员，司职前锋。

## 职业生涯
2005年U17世少赛小组赛最后一轮，中国队迎战加纳队。加纳队在第54分钟率先破门，但中国队三分钟之后由王选宏头球扳平比分。最终，中国队1-1战平加纳，中国队以小组第二名的身份晋级世少赛八强 。
2006年在全国U19杯赛的比赛中，王选宏、李学鹏、杜龙泉领衔的大连实德U19代表队一路过关斩将，最终获得了冠军。而身批10号球衣的王选宏是球队的绝对核心。 
2007年初，王选宏被提升到大连实德一队，同年9月被租借至香港甲组足球联赛球队公民效力期间，因为表现出色曾于2007年11月到荷兰甲组足球联赛球队维迪斯进行了为期一个月的试训。之后还入选了香港联赛选手队，并在省港杯赛两回合赛事均有出场。
在2007至08年度，香港甲组足球联赛首轮对宝路华流浪的赛事中，一人独取4球，表现一鸣惊人。
2009年9月12日，中超联赛第22轮比赛中长沙金德坐镇主场迎战大连实德队，伤停补时阶段大连队凭借王选宏的进球扳平比分，最终两队1-1战平，这是王选宏的中超处子球。
2012年王选宏转会加盟中甲球队重庆力帆。年底，大连阿尔滨从重庆把王选宏买回大连。由于同年大连实德退出足坛，大连阿尔滨收购大连实德遭到中国足协限制，大连实德球员进入大连阿尔滨需要占用内援名额，王选宏同很多被阿尔滨选中的前大连实德球员都无缘2013年中超联赛的第一次报名，最快也得到中期转会时补报进入中超参赛名单。而在补报之前，王选宏和其他的“编外球员”只能参加预备队联赛。
2013年7月球员转会期间，王选宏以租借形式加盟乙级联赛球队青岛海牛，在赛季结束后，青岛海牛对他拥有优先签约权。2014年，王选宏正式转会加盟青岛海牛。
2017年王选宏选择自由身转会北京人和。

## 個人榮譽
- 香港足球明星选举最佳11人 一次 (2007-08季度)

## 外部連結
- 王選宏的新浪微博